# Гюнтер Геррманн
Гюнтер Геррманн (нім. Günther Herrmann, 1 вересня 1939, Трір — 22 липня 2023) — німецький футболіст, що грав на позиції півзахисника.
Виступав, зокрема, за клуби «Карлсруе СК» та «Шальке 04», а також національну збірну ФРН, у складі якої був учасником чемпіонату світу 1962 року.

## Клубна кар'єра
Вихованець клубу «Айнтрахт» з рідного міста Трір, де школи якого потрапив у віці 8 років. За першу команду дебютував у південно-західній Оберлізі, одному з кількох вищих дивізіоні країни 28 квітня 1957 року, в останньому турі сезону 1956/57. Це була домашня гра «Айнтрахта» проти «Фенікса» (Людвігсгафен). У сезоні 1957/58 Гюнтер Геррманн провів 24 матчі в Оберлізі і забив п'ять голів.
Своєю грою за цю команду привернув увагу представників тренерського штабу клубу «Карлсруе СК», до складу якого приєднався 1958 року. Відіграв за клуб з Карлсруе наступні п'ять сезонів своєї ігрової кар'єри. Більшість часу, проведеного у складі «Карлсруе», був основним гравцем команди. Під керівництвом тренера Едуарда Фрювірта Геррманн з командою відсвяткував виграш титулу чемпіона Оберліги Південь в сезоні 1959/60, що дало право команді зіграти у фінальному етапі чемпіонату Німеччини. Там команда Бадена не змогла пройти груповий етап, фактично поділивши 3-4 місце чемпіонату. У тому ж 1960 році Геррманн з командою дійшов до фіналу Кубка ФРН, в якому 5 жовтня Гюнтер забив гол у ворота «Боруссії» (Менхенгладбах) у Дюссельдорфі, але команда поступилась 2:3 і не здобула трофей. У 1961 році команда «Карлсруе СК» посіла третє місце у вищому дивізіоні, а в наступні роки команда погіршила результати і за нагороди не боролась. Загалом 1958 по 1963 рік Гюнтер Геррманн провів 115 матчів Оберліги з 19 голами.
1963 року у ФРН була започатковано єдиний вищий дивізіон, Бундеслігу, перед початком якої Гюнтер переїхав на захід і став гравцем «Шальке 04». У новій команді Геррманн швидко став основним гравцем і з 1963 по 1967 рік він провів 110 матчів у Бундеслізі та забив 22 голи, після чого повернувся в «Карлсруе СК». Команда виступала вкрай невдало і наприкінці сезону вилетіла з Бундесліги до Регіональної ліги Південь, після чого Геррманн розірвав контракт і переїхав до Швейцарії.
1968 року перейшов до клубу «Сьйон», за який відіграв 7 сезонів. З «червоно-білими» він досяг успіху 15 квітня 1974 року на стадіоні «Ванкдорф» у Берні, перемігши у фіналі кубку Швейцарії «Ксамакс» з рахунком 3:2. Завершив професійну кар'єру футболіста виступами за команду «Сьйон» у 1975 році.

## Виступи за збірну
26 жовтня 1960 року дебютував в офіційних ігрх у складі національної збірної Німеччини в матчі відбору на чемпіонат світу 1962 року проти Північної Ірландії (4:3). Зігравши загалом у трьох іграх відбору, він допоміг команді кваліфікуватись у фінальну частину чемпіонату світу 1962 року у Чилі, куди теж поїхав з командою, але жодного разу на поле не вийшов.
Після турніру Геррманн тривалий чс за збірну не грав і лише на початку 1967 року після майже шестирічної перерви, він провів ще два товариські матч за ФРН, які і стали останніми у футболці «бундестім». Загалом протягом кар'єри у національній команді, яка тривала 8 років, провів у її формі 9 матчів.

## Подальше життя
У середині 1980-х він переїхав з родиною до Кран-Монтани, Швейцарія, де Гюнтер Геррманн відкрив ресторан зі своїм двоюрідним братом Карлом Кенсгеном, який називали «La Bistro». У 2006 році Геррман все ще жив у цьому районі зі своєю дружиною, дитиною та собакою. Він також тренував молодь ФК «Монтана» і вийшов на пенсію у вересні 2004 року.
З нагоди його 70-річчя 1 вересня 2009 року в KICKER-Sportmagazin 3 вересня 2009 року на сторінці 47 було надруковано ювілейне інтерв'ю, в якому він заявляє, що досі займається спортом із бігом, грою в гольф та гірськими велосипедами. На своє 80-річчя Геррманн заявив, що все ще займається спортом щодня.

## Титули і досягнення
- Володар Кубка Швейцарії (1):

«Сьйон»: 1973/74